# Julio Villalba
Julio Villalba (Ciudad del Este, 17 september 1998) is een Paraguayaans voetballer, die uitkomt als spits. In januari 2017 verruilde hij Cerro Porteño voor Borussia Mönchengladbach. 

## Clubcarrière
Villalba startte zijn loopbaan bij de jeugd van Cerro Porteño waar zowel zijn oom als zijn grootvader hebben gevoetbald. In 2016 maakte Villalba de overstap naar de eerste ploeg. In januari 2017 werd hij overgenomen door Borussia Mönchengladbach. Op 9 september 2017 maakte hij zijn debuut in de Bundesliga. Van coach Dieter Hecking mocht hij zes minuten voor tijd Oscar Wendt komen vervangen in de thuiswedstrijd tegen Eintracht Frankfurt.